# Rosaryggig pelikan
Rosaryggig pelikan (Pelecanus rufescens) är en huvudsakligen afrikansk fågel i familjen pelikaner inom ordningen pelikanfåglar.

## Utseende
Rosaryggig pelikan är som alla pelikaner en mycket stor fågel, lätt igenkänd på den enorma, påsförsedda näbben med vilken den fångar fisk. Denna art är med kroppslängden 135–152 cm tydligt mindre än vit pelikan. Fjäderdräkten är gråare, med skär rygg och gulskär näbb. Vingpennorna är mörkare grå, men kontrasterar inte tydligt mot de vita täckarna som på vit pelikan. I häckningsdräkt har den en grå tofs. Ungfågeln är mörkbrun och blir gråare med åldern.

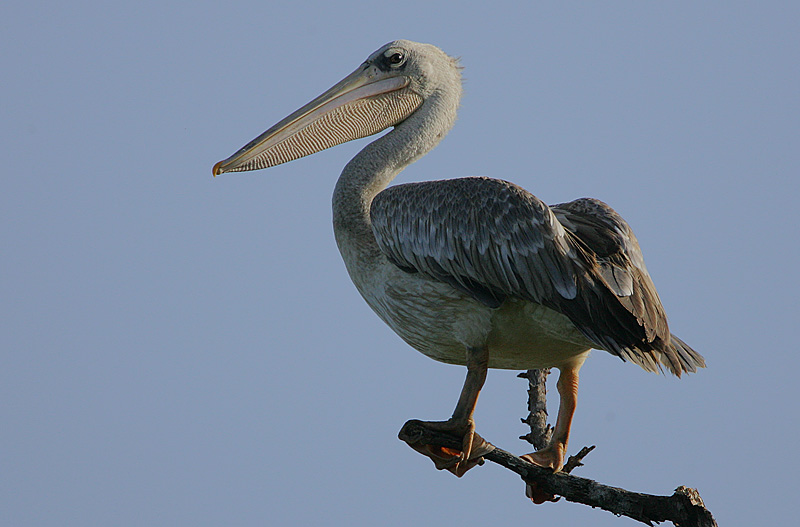
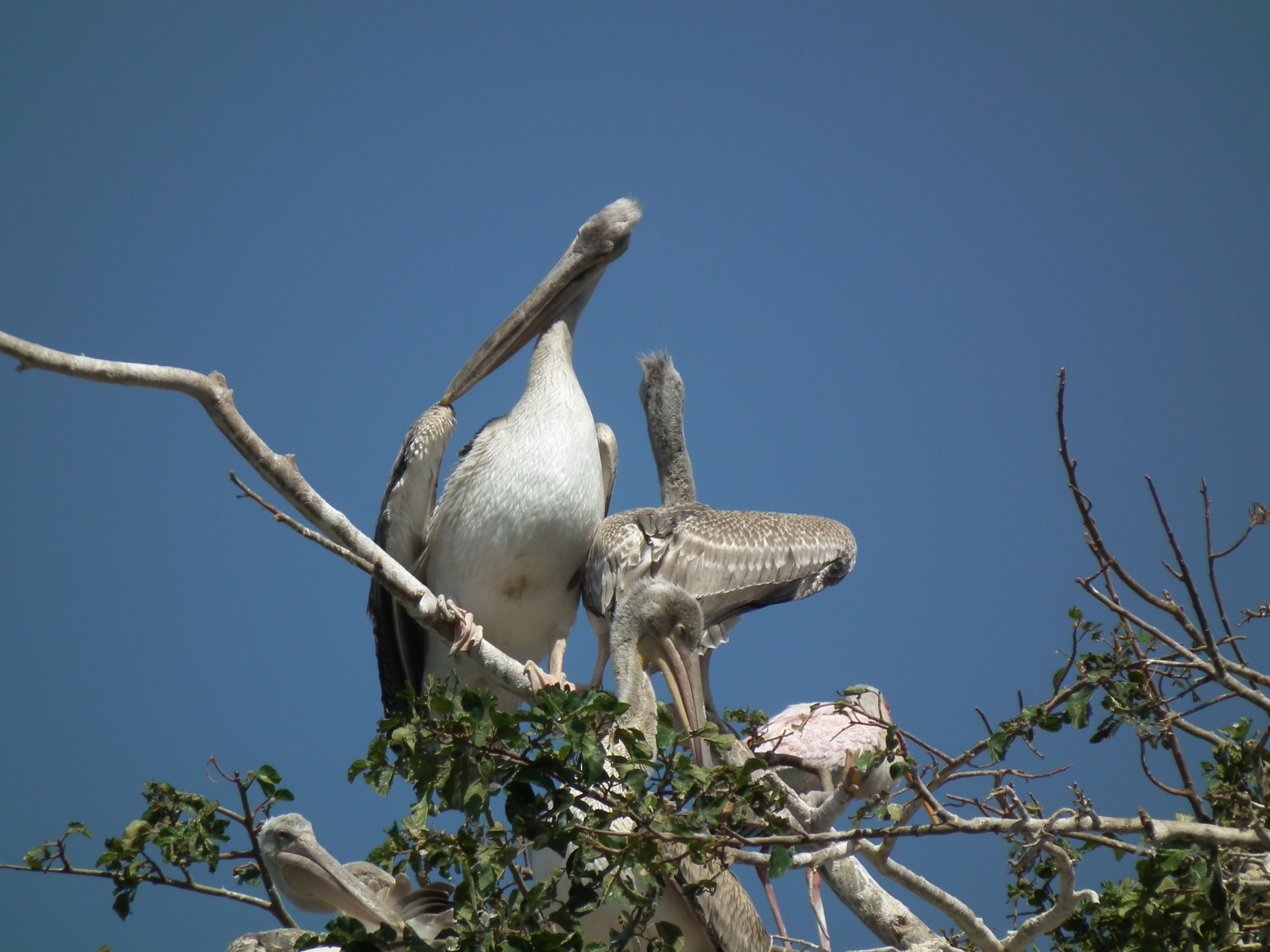

## Utbredning
Fågeln förekommer lokalt i Afrika söder om Sahara och på södra Arabiska halvön. Den är huvudsakligen en stannfågel men genomför spridda förflyttningar beroende på vattentillgång. Lokalt i Sydafrika är den nomadisk och populationen i västra Afrika flyttar norrut, under regnperioden, till subsahariska stäppområden som då översvämmas.

### Förekomst utanför utbredningsområdet
Arten har tillfälligt påträffats i andra delar av Mellanöstern som Turkiet, Libanon, Israel, Kuwait, Oman och Jordanien. I Europa tros fynd i Spanien utgöra vilda fåglar, medan det anses möjligt att de i Tyskland, Österrike, Frankrike, Portugal, Nederländerna och Polen härrör från förrymda individer.

## Systematik
Arten är närmast släkt med krushuvad pelikan (Pelecanus crispus) och fläcknäbbad pelikan (P. philippensis). Den behandlas som monotypisk, det vill säga att den inte delas in i några underarter.

## Levnadssätt
Rosaryggig pelikan lever i en mängd olika akvatiska biotoper, främst lugna grunda vatten med uppvuxen vegetation. Den föredrar färskvattenbiotoper som sjöar, våtmarker, stora långsamrinnande floder, men kan även uppträda på översvämmade marker, i dammar och liknande. Ibland förekommer den även i salthaltiga sjöar och laguner, till och med vid kusten i vikar. Den häckar och tar ofta vila i träd, som mangrove, men vilar även på sandig öar, klippor, korallrev och sanddyner. Eftersom häckningsträden ofta dör efter upprepade häckningar förflyttar sig kolonierna lokalt. Den lever nästan enbart av fisk.

## Status och hot
Arten har ett stort utbredningsområde och en stor population med stabil utveckling och som inte tros vara utsatt för något substantiellt hot. Utifrån dessa kriterier kategoriserar internationella naturvårdsunionen IUCN arten som livskraftig (LC).

## Namn
Fågeln har på svenska också kallats rosaryggad pelikan och afrikansk pelikan. 